# Sab Dżifar
Sab Dżifar (arab. سبع جفار) – miejscowość w Syrii, w muhafazie Al-Hasaka. W 2004 roku liczyła 2042 mieszkańców.